# 링구아 프랑카

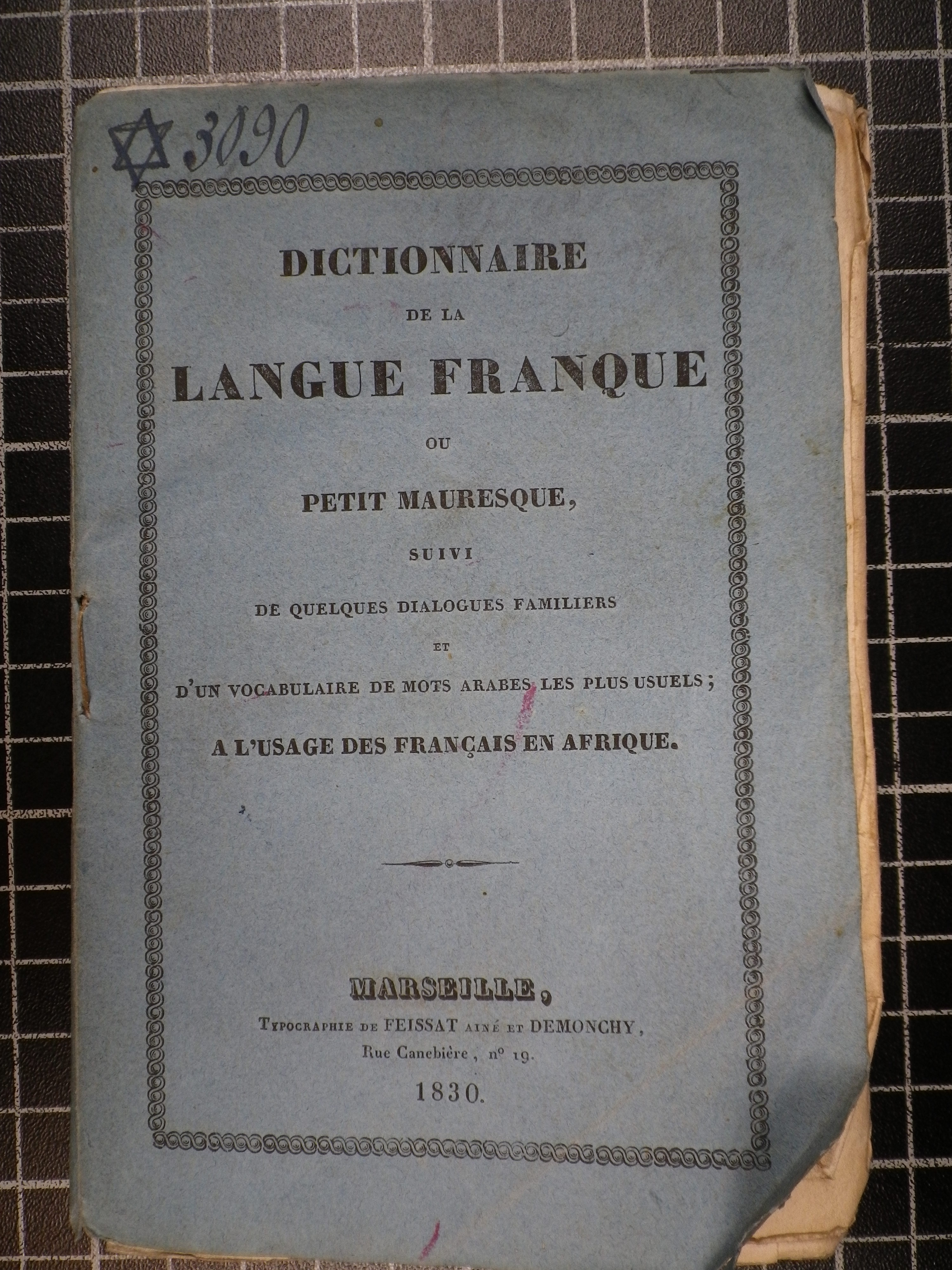

링구아 프랑카(라틴어: Lingua franca)는 서로 다른 모어를 사용하는 화자들이 의사소통을 하기 위해 국제어, 공통어로 사용하는 제3언어(때로는 한 집단의 모어)를 말하며 국가나 단체에서 공식적으로 정한 언어를 뜻하는 공용어와는 다른 개념이다. 정의를 통해 알 수 있듯, 특정 언어를 지칭하는 표현이 아니라, 언어 가교의 기능을 수행하는 언어들을 통칭하는 표현이다. 여기에서 의미가 파생되어 학술, 상업 등의 특정 분야에서 널리 사용되는 언어라는 뜻으로 사용되기도 한다. 피진이나 크리올은 유사한 개념이지만 정의상 완전히 일치하지는 않는다.

## 어원
'링구아 프랑카'(lingua franca)는 이탈리아어(또는 라틴어)로 '프랑크의 언어'라는 의미이다. 중세 유럽에서 형성된 어휘인지라 어원이 분명하지는 않다. 가장 유력한 학설에 따르면 링구아 프랑카가 현재의 의미와는 다르게 본디 특정 언어 (서로 모어가 다른 지중해 무역 상인들끼리 쓰던 이탈리아어, 프랑스어, 그리스어, 아랍어, 레반트 지역의 언어 등의 혼합어)를 지칭하는 표현이었으며, 유럽인들을 통틀어 프랑크(Frank)라고 칭하던 아랍인들의 표현을 이탈리아어로 번역해 온 것이 자리잡았다고 한다.

## 예시

### 영어
가장 최근의 예시로 20세기와 21세기에 걸쳐 국제 링구아 프랑카의 지위를 독점하게 된 영어를 들 수 있다. 외교, 국제 무역, 지식 분야 등 다양한 영역에서 절대적 지위를 차지하고, 세계에서 가장 많은 인구가 이해할 수 있는 언어로 성장하였다.

### 프랑스어
현대까지도 외교 분야에서 상당한 입지를 지닌 유럽의 링구아 프랑카로 라틴어의 시대와 영어의 시대의 사이에 있는 기간을 장악한 언어이다. 태양왕 루이 14세의 재위 기간 동안 프랑스의 패권에 힘입어 정치, 문화의 링구아 프랑카로 성장하였고, 아카데미 프랑세즈(Académie française)의 설립에 힘입어 라틴어 이래 처음으로 성문화된 문법을 가진 언어로 발전, 유럽 학계의 링구아 프랑카로 성장하였다. 제2차 세계대전 이전까지 외교에서 가장 많이 쓰이는 언어였다.

### 아랍어
UN의 6개 공용어 중 하나로, 국제 정세 분야에서 상당한 영향력을 행사하는 언어이다. 7세기 이슬람교의 형성 이래 지속적으로 영향권을 확장해 온 이슬람 문화권의 공통어(많은 경우에 국가 공용어)이다.

### 이디시어
과거 아슈케나지 유대인들이 사용하던 링구아 프랑카로, 중세에 형성된 혼합어이다. 민족 특성상 유럽 각지에 흩어져 사는 유태 민족의 의사 소통을 위해 독일계 아슈케나지 유태인들 사이에서 형성된 언어로, 히브리어와 독일어를 바탕으로 하여 일부 로망스어, 슬라브어의 영향을 받았다.

### 나와틀어
식민 시대 이전 아즈텍 제국과 주변 영역의 링구아 프랑카로, 비슷한 시기에 형성된 중미, 남미 지역의 여러 문명들을 연결하는 역할을 수행했다.

## 영향

### 국제 정세에서의 영향
어떠한 언어 집단의 상대적 힘과 그 언어의 위상은 정비례한다. 단적인 예시로 네덜란드(엄밀히 말하면 플랑드르)가 무역대국으로 성장하여 유럽 최고의 위상을 과시하던 17세기의 경제적 링구아 프랑카는 단연 네덜란드어였고, 스페인, 포르투갈이 아메리카 대륙을 독식하고 국제 무역에 막강한 영향력을 행사하던 대항해 시대, 카리브 연안 무역의 링구아 프랑카는 스페인어와 포르투갈어였다. 언어가 먼저인지, 패권이 먼저인지의 문제는 닭과 달걀의 문제와 같으나, 특정 언어가 공통어로 자리잡으면 모어 집단의 세력 증강과 유지에 큰 도움이 된다.

### 언어학적 영향
링구아 프랑카가 널리 보급되면, 세력권 내의 타 언어가 영향을 받는 것은 당연한 일이다. 링구아 프랑카의 언어적 영향은 크게 언어 구조에의 영향과 차용 어휘 수의 증가로 나눌 수 있다.

#### 언어 구조에 주는 영향
한자 동맹(Die Hanse; The Hanseatic League)에서 두드러지는 예시를 찾을 수 있다. 서유럽, 발트해와 북유럽 일대를 장악하던 이 상업 동맹의 링구아 프랑카는 중세 저지 독일어(Mittelniederdeutsch; Middle Low German)였다. 동맹국들이 이 동맹에 의존적인 경제 체제를 형성하자, 자연스레 중세 저지 독일어의 영향력도 커졌다. 결과적으로 우랄어족에 해당하던 중세 에스토니아어가 게르만어에 가까운 근대 에스토니아어로 탈바꿈하고, 게르만어족 중에서도 노르드어(북게르만어군)에 속하던 노르웨이어, 스웨덴어, 덴마크어가 상당 부분 저지 게르만어의 색채를 띄게 되어 역시 고어와 상호 이해가 불가능한 근대 노르드어로 재탄생하게 되었다.

#### 차용 어휘의 증가
아주 가까운 예시로, 전통적으로 한자문화권 하에 있던 한국, 일본, 베트남, 류큐의 어휘에서는 상당수의 한자 어휘 또는 중국어 기원 어휘를 찾아볼 수 있다. 정확한 수치에 대해서는 학자마다 의견을 달리하지만 대체로 65%이상의 한국 어휘가 한자어라고 주장하며, 대다수의 일본어 사용자가 한자 표기를 하지 않은 후리가나만으로는 의사 표현이 힘들다는 사실에 동의한다.

## 유형

### 사회 통합형
언어라는 공통분모를 만듦으로써 여러 이질적인 집단의 통합과 지배권 확충을 꾀하는 유형이다. 이 유형의 전형적인 예시로는 헬레니즘 제국(Hellenistic Empire)의 고대 그리스어(Koine Greek) 사용을 들 수 있다. 마케도니아부터 페르시아에 이르는 이질 집단들의 문화 융합 매체는 고대 그리스어였다. 그 여파는 헬레니즘 제국의 멸망 이후까지 이어져, 분열 이후 시리아 등지에서 계속해서 사용되었고, 로마시대에는 훗날 동로마 제국의 영토에 해당하는 지역에서 라틴어와 동등한 위상의 공통어로 사용되었다.
또 다른 예로는 국가 차원의 많은 이슬람 국가들과, 개인 차원의 수많은 무슬림들이 사용하는 아랍어가 있다. 아시아에서 아프리카에 걸친 많은 이슬람 국가의 공통어 또는 공용어로 사용된다. 이슬람교의 폭넓은 영향력에 언어를 통한 유대감 형성이 크게 일조했다.

### 특권형
사회 통합형과는 반대로 사회 구성원 전체의 일상 생활이 아닌 사회 내 특수 집단의 임무 수행, 또는 특혜 계층의 결속을 위해 사용된 링구아 프랑카이다. 특수 집단의 링구아 프랑카의 예로는 각각 로마 가톨릭 교회와 그리스 정교회의 공통어였던 라틴어와 그리스어 (후대에는 교회 러시아어)를 들 수 있다. 가톨릭 권의 경우, 당시 기밀 유지와 역사 기록이 모두 각 지방의 수도원에서 라틴어로 이루어졌다. 각 지방 언어(vernacular language)와는 별개로 교회의 영향력이 미치는 모든 지역에서 선별된 일부 수도자들이 대를 이으며 라틴어로 문서들을 작성했기 때문에 소 교구의 일반 신도들이 이 지식에 접근할 기회는 없었다. 이는 효율적으로 교구민들은 제어할 수 있는 방법이었던 한 편, 루터, 칼빈 등 종교개혁가들이 지방어를 적극 활용하기 이전까지 교구민들이 몽매하여 종교 지배층의 악행에 저항하지 못했던 이유이기도 했다.
특혜 계층의 결속력을 다지는 매체로서의 링구아 프랑카로는 중세 초반 영국 귀족들이 사용하던 프랑스어가 있다. 당시 영국 귀족의 대부분은 활발한 정복 활동으로 현대의 노르망디 지역을 차지하고, 언어를 비롯한 프랑스 문화를 받아들여 영국에 침입한 바이킹 출신의 노르만인들이었다. 따라서, 귀족들은 프랑스어, 상민들은 영어를 사용하는 이분 체제가 형성되었으며, 아직도 영어에서 이 흔적을 쉽게 찾아볼 수 있다. (쇠고기에 해당하는 영 단어는 귀족들의 언어, 즉 프랑스어에서 기원한 beef이고 소에 해당하는 영 단어는 평민의 언어인 중세 영어에서 기원한 cow이다.) 이를 통해 귀족들은 차별화 의식을 형성하여 결속력을 증진하는 한편 심각한 계층 갈등을 조장하였다.

## 유사 개념

### 피진과 크레올
피진은 그 정의상 교류 집단의 언어들 중 의사소통자에게 필요한 표현(예: 무역에서 상품명과 수량 명사)만을 간소화하여 문법적 구성 없이 엮은 것으로, 의사소통의 가교 역할이라는 점에서 링구아 프랑카의 구실을 한다고 볼 수 있으나, 애초에 언어라고 보기 어렵다. 또한 이 때문에, 일반적인 링구아 프랑카들과 다르게, 피진을 모어로 사용하는 개인이 없다고 봐도 무방하다. 유사한 개념인 크레올은 역시 두 개 이상의 원어가 결합된 형태의 의사소통 매체이나 자녀에게 계승되고 모어로 쓰이는 등 하나의 언어로서 취급된다. 문법 구조를 유지한 상태로 합성되는 경우 피진이 체계화되어 언어로 발전하는 것으로서, 결과적으로 크레올은 언어화된 피진이라고 볼 수 있다. 문화 상충의 1차 산물이 피진이라면, 그것이 한 단계 발전하여 체계화된 언어로 자리잡은 것이 크레올인 것이다. 따라서, 크레올은 언어로서 링구아 프랑카로서의 요건을 모두 만족시킨다.

## 같이 보기
- 라틴어